# Heather Sears
Pour les articles homonymes, voir Sears (homonymie).
Heather Sears (1935-1994) était une actrice britannique de théâtre, de cinéma et de télévision.

## Filmographie

### Cinéma
- 1964 : Saturday Night Out : Penny
- 1964 : Le Spectre maudit (The Black Torment) : Lady Elizabeth Fordyke
- 1962 : Le Fantôme de l'opéra (The Phantom of the Opera) : Christine Charles
- 1960 : Amants et Fils (Sons and Lovers) : Miriam Leivers
- 1959 : L'Île des réprouvés (The Siege of Pinchgut) : Ann Fulton
- 1959 : Les Chemins de la haute ville (Room at the Top) : Susan Brown
- 1957 : The Story of Esther Costello : Esther Costello
- 1956 : Dry Rot : Susan

### Télévision
- 1984 : Weekend Playhouse : Kate Hanson (1 épisode)
- 1981 : Bizarre, bizarre (Tales of the Unexpected) : Margaret Pearson (1 épisode)
- 1974 : Great Expectations : Biddy
- 1973 : Away from It All : Rachel (1 épisode)
- 1972 : The Main Chance : Mary Wingrove (1 épisode)
- 1970 : W. Somerset Maugham : Margaret Bronson (1 épisode)
- 1966-1967 : The Informer : Helen Lambert (16 épisodes)
- 1965 : Love Story : Geraldine Hopper (1 épisode)
- 1964 : The Wednesday Play : Zinalda (1 épisode)
- 1963 : Jezebel ex UK : Maxine (1 épisode)
- 1963 : ITV Play of the Week : Doris Mead (1 épisode)
- 1959 : Playhouse 90 : Barbara (1 épisode)